# Радоняк, Юрий Михайлович
Ю́рий Миха́йлович Радоня́к (8 сентября 1935 — 28 марта 2013) — советский боксёр первой средней весовой категории, выступал за сборную СССР. Серебряный призёр Олимпийских игр в Риме (1960), победитель и призёр чемпионатов страны. Представлял ЦСКА и был главным тренером сборной Советского Союза.
Имел звания заслуженного мастера спорта России, заслуженного тренера РСФСР, СССР. Награждён орденом «Знак Почёта», медалью «За трудовое отличие». Мастер спорта СССР (1956).

## Биография
Родился 8 сентября 1935 года в Грозном. Его отец погиб на фронте во время Великой Отечественной войны.
После окончания войны вся семья переехала в Краснодар, там он и начал активно заниматься боксом. Сначала под руководством тренера Николая Бесценного, а затем был воспитанником Евгения Поликарпова и Леонида Кривоноса.
Радоняк не обладал выдающимися физическими данными, но за счёт трудолюбия, упорства и волевого характера добивался успеха во многих своих поединках. Учился в общеобразовательной школе № 2, поступил в нефтяной техникум. Получив диплом, был призван в ряды СА, служил в батальоне связи Северо-Кавказского военного округа, при этом ежедневно продолжая занятия боксом. Первых успехов на высоком уровне Юрий добился в 1958 году, когда в первом полусреднем весе одержал победу на Спартакиаде дружественных армий и завоевал серебро национального первенства.
После этих побед на Юрия Радоняка обратили внимание спортивные функционеры Москвы. Вскоре по приглашению знаменитого лётчика Александра Покрышкина он перебрался в столицу в команду столичного ЦСКА.
В 1960 году он стал. чемпионом СССР по боксу и получил право защищать честь страны на летней Олимпиаде в Риме. Уверенно побеждал соперников, но в финале уступил неожиданно по решению боковых судей итальянцу Джованни Бенвенути. Радоняк оставался в сборной ещё в течение двух лет, но уже не показывал прежних результатов и оставался в тени более удачливых боксёров. В 1962 году принял решение завершить карьеру — всего в его послужном списке 226 боёв, из них 197 окончены победой.
В 1962—1973 годах Юрий Михайлович Радоняк работал старшим тренером по боксу ЦСКА. А затем в течение трёх лет возглавлял национальную сборную, выиграл с ней 5 олимпийских наград, завоевал 8 медалей на чемпионате мира и 10 на чемпионатах Европы.
В 1997 году получил почётное звание «Заслуженный мастер спорта». В свое время, ему за серебро Олимпиады его не присвоили.

## Фильмография
В 1971 году снялся в фильме «Антрацит» исполнив эпизодическую роль тренера по боксу одного из главных героев.

## Награды
- Орден «Знак Почёта» (16.09.1960) — за успешные выступления в XVII летних и VIII зимних Олимпийских играх 1960 года, а также за выдающиеся спортивные достижения[4]